# 8431 Хаседа
8431 Хаседа (8431 Haseda) — астероїд головного поясу, відкритий 31 грудня 1997 року.
Тіссеранів параметр щодо Юпітера — 3,321.